# Fairplay-26
Die Fairplay-26 ist ein Schlepper, der zeitweise in Rostock stationiert war und von der Arbeitsgemeinschaft Küstenschutz als Notschlepper eingesetzt wurde.

## Geschichte
Eigentümer des Schiffes ist die Hamburger Schleppreederei Fairplay, die an der Arbeitsgemeinschaft Küstenschutz, für die der Schlepper im Einsatz war, beteiligt ist. Von ihr charterte das BMVBS die Fairplay-26 zum Schutz der deutschen Küsten. Das Schiff wurde im Jahr 2010 durch den größeren Schlepper Baltic abgelöst.
Gebaut wurde der Schlepper im Jahr 2000 in der Werft Astilleros Zamakona in Bilbao. Die Fairplay-26 verfügt über einen Pfahlzug von 65 Tonnen und eine Höchstgeschwindigkeit von 13,5 Knoten, hat eine Länge von 34,85 Metern und eine Breite von 11 Metern. Sie war bis zu ihrer Ablösung durch die Baltic der größte an der deutschen Ostseeküste stationierte Notschlepper.